# 제3차 요시다 내각
제3차 요시다 내각(일본어: 第3次吉田内閣)은  요시다 시게루가 제49대 내각총리대신으로 임명되어, 1949년 2월 16일부터 1950년 6월 28일까지 존재한 일본의 내각이다.

## 재직 기간
- 1949년(쇼와 24년) 2월 16일 ~ 1950년(쇼와 25년) 6월 28일
- 재직 일수 : 864일

## 각료
- 내각총리대신 - 요시다 시게루
- 외무대신 - 요시다 시게루(겸임)
- 대장대신 - 이케다 하야토
- 법무총재 - 우에다 슌키치
- 문부대신 - 다카세 소타로 / 아마노 데이유(1950년 5월 6일 ~ )
- 후생대신 - 하야시 조지(부총리 겸임)
- 농림대신 - 모리 고타로
- 상공대신(1949년 5월 25일 폐지) - 이나가키 헤이타로
- 통상산업대신(1949년 5월 25일 신설) - 이나가키 헤이타로 / 이케다 하야토(겸임, 1950년 2월 17일 ~ ) / 다카세 소타로(겸임, 1950년 4월 11일 ~ ) / 다카세 소타로(1950년 5월 6일 ~ )
- 운수대신 - 오야 신조
- 체신대신(1949년 6월 1일 폐지) - 오자와 사에키
- 우정대신(1949년 6월 1일 설치) - 오자와 사에키
- 전기통신대신(1949년 6월 1일 설치) - 오자와 사에키(겸임)
- 노동대신 - 스즈키 마사후미
- 건설대신 - 마스타니 슈지
- 경제안정본부 총무장관 - 아오키 다카요시
- 중앙경제조사청 장관 - 아오키 다카요시
- 물가청 장관 - 아오키 다카요시
- 행정관리청 장관 - 혼다 이치로
- 배상청 장관 - 히가이 센조 / 야마구치 기쿠이치로(1949년 3월 11일 ~ )
- 지방재정위원회 위원장 (1949년 6월 1일 폐지) - 기무라 고자에몬
- 지방자치청 장관(1949년 6월 1일 설치) - 기무라 고자에몬
- 홋카이도 개발청 장관(1950년 6월 1일 설치) - 마스다 가네시치
- 국무대신 - 야마구치 기쿠이치로 / 히가이 센조(1949년 3월 11일 ~ )
- 국무대신 - 마스다 가네시치(1949년 6월 24일 ~ 1950년 5월 6일)
  - 내각관방장관 - 마스다 가네시치 / 오카자키 가쓰오(1950년 5월 6일 ~ )
  - 내각관방차장(1949년 6월 1일에 내각관방부장관으로 개칭) - 고리 유이치
  - 내각관방부장관 - 고리 유이치( ~ 1950년 2월 16일) / 이노우에 세이이치(1950년 6월 20일 ~ )
  - 내각관방부장관 - 간노 요시마루(1949년 11월 1일 ~ )

## 정무 차관
- 외무 정무 차관

곤도 쓰루요 : 1949년 2월 16일 ~ 6월 1일
가와무라 마쓰스케 : 1949년 6월 1일 ~
- 대장 정무 차관

나카노 다케오 : 1949년 2월 19일 ~ 5월 31일
다구치 마사고로 : 1949년 2월 23일 ~ 5월 31일
미즈타 미키오 : 1949년 6월 9일 ~
- 법무 정무 차관

야마구치 고이치 : 1949년 2월 19일 ~ 5월 31일
도야마 헤이이치 : 1949년 2월 23일 ~ 5월 31일
마키노 간사쿠 : 1949년 6월 9일 ~
- 문부 정무 차관

가시하라 요시노리 : 1949년 2월 19일 ~ 6월 1일
사토 기센 : 1949년 2월 23일 ~ 6월 1일
히라시마 요시카즈 : 1949년 6월 9일 ~
- 후생 정무 차관

와타리 시로 : 1949년 2월 19일 ~ 6월 1일
아사오카 노부오 : 1949년 2월 23일 ~ 6월 1일
야노 도리오 : 1949년 6월 9일 ~
- 농림 정무 차관

도마베치 히데토시 : 1949년 2월 19일 ~ 5월 31일
이케다 우에몬 : 1949년 2월 23일 ~ 6월 1일
사카모토 미노루 : 1949년 6월 9일 ~
- 상공 정무 차관

고바야시 에이조 : 1949년 2월 16일 ~ 5월 25일
아리타 지로 : 1949년 2월 19일 ~ 5월 24일
- 통상 산업 정무 차관

아리타 지로 : 1949년 5월 25일 ~ 6월 1일
고바야시 에이조 : 1949년 5월 25일 ~ 6월 1일
미야하타 야스시 : 1949년 6월 9일 ~
- 운수 정무 차관

가토 쓰네타로 : 1949년 2월 16일 ~ 6월 1일
사카타 미치타 : 1949년 2월 19일 ~ 6월 1일
하라 겐자부로 : 1949년 6월 9일 ~
- 체신 정무 차관

무토 가이치 : 1949년 2월 19일 ~ 5월 31일
- 우정 정무 차관

요시다 안 : 1949년 6월 9일 ~ 1950년 1월 25일
쓰보카와 신조 : 1950년 1월 27일 ~
- 전기 통신 정무 차관

오가타 로쿠로베 : 1949년 6월 9일 ~ 1950년 3월 3일
즈시야 스마사 : 1950년 3월 3일 ~ 5월 2일
- 노동 정무 차관

야마자키 이와오 : 1949년 2월 23일 ~ 6월 1일
슈쿠타니 에이이치 : 1949년 2월 23일 ~ 6월 1일
신타니 도라사부로 : 1949년 6월 9일 ~
- 건설 정무 차관

우쓰미 야스키치 : 1949년 2월 19일 ~ 6월 1일
아카기 마사오 : 1949년 2월 23일 ~ 6월 1일
스즈키 센파치 : 1949년 6월 9일 ~
- 경제 안정 정무 차관

나카가와 모치나가 : 1949년 2월 16일 ~ 1950년 6월 1일
니시무라 히사유키 : 1949년 6월 9일 ~
- 물가 정무 차관

사카타 에이이치 : 1949년 6월 9일 ~
- 행정 관리 정무 차관

히토쓰마쓰 마사지 : 1949년 6월 9일 ~
- 배상 정무 차관

야마다 사이치 : 1949년 6월 9일 ~ 6월 23일
다치바나 나오지 : 1949년 6월 23일 ~ 1950년 3월 3일
데라시마 류타로 : 1950년 3월 3일 ~ 5월 2일
고니시 도라마쓰 : 1950년 5월 2일 ~
- 지방 재정 정무 차관

호리 스에지 : 1949년 2월 23일 ~ 6월 1일
- 지방 자치 정무 차관

오노 아키라 : 1949년 6월 9일 ~

## 참고 문헌
- 하타 이쿠히코 편 《일본 관료제 종합 사전 : 1868 ~ 2000》(도쿄 대학 출판회, 2001년)